# Pompeo D'Ambrosio
Pompeo D'Ambrosio (Campagna, 1º gennaio 1917 – Caracas, 15 aprile 1998) è stato un imprenditore italiano.
Era molto noto nella comunità italiana di Caracas per aver sostenuto con la sua attività finanziaria in una delle principali Banche venezuelane (il Banco Latino) e aver favorito il successo di molti imprenditori italiani del Venezuela.
Insieme al fratello Mino fu anche responsabile finanziario del Deportivo Italia, la squadra di calcio degli italiani del Venezuela, durante gli anni "dorati" (sessanta e settanta) di questa squadra ricordati come l'"era D'Ambrosio'".

## Biografia
Pompeo D'Ambrosio visse i suoi primi anni a Campagna, di dove era originaria la sua famiglia. Suo zio era Carlino D'Ambrosio, il podestà della cittadina salernitana, noto per il suo tacito appoggio dato agli ebrei confinati a Campagna durante la seconda guerra mondiale.
Verso la fine degli anni trenta Pompeo D'Ambrosio studiò "Amministrazione delle Colonie italiane" all'Università di Napoli. Divenne piloto di caccia da combattimento nel 1938, ma dovette ritirarsi a causa di problemi all'orecchio nel 1940. Durante la seconda guerra mondiale fu tenente dell'Esercito Italiano in Africa del nord (Libia ed Egitto), dove fu ferito e fatto prigioniero di guerra nella battaglia di El Alamein ricevendo una medaglia al valor militare.
Nel 1946, quando ritornò in Italia da un campo di prigionia alleato in Egitto, fu cofondatore a Salerno della sezione locale del Movimento Sociale Italiano. Si sposò nel 1947 ed ebbe due figli, Bruno e Antonella.
Nel 1951 Pompeo D'Ambrosio si trasferì a Caracas, la capitale del Venezuela, dove cominciò a lavorare nella dirigenza del Banco Francés e Italiano (denominato successivamente Banco Latino), finanziando la comunità italiana di Caracas, Maracaibo e Puerto La Cruz. Molte aziende di italo-venezuelani, come Vinccler e Constructora Delpre (che ha edificato a Caracas i grattacieli del "Complejo Parque Central", i più alti del Sudamerica), si sono avvalse dei suoi consigli e del suo aiuto finanziario..
Pompeo D'Ambrosio fu anche cofondatore della "Casa de Italia" e del "Centro Italo-Venezolano" di Caracas e partecipò a molte altre associazioni per l'assistenza sociale agli italiani a basso reddito (specie nelle regioni venezuelane dell'Anzoátegui e del Zulia).. In seguito si trovò a combattere la corrotta amministrazione del presidente del Banco Latino, Pedro Tinoco e il suo gruppo chiamato "Dodici Apostoli".  Negli anni ottanta Tinoco, divenuto presidente della Banca centrale del Venezuela, costrinse D'Ambrosio a dimettersi dalla vice-presidenza del Banco Latino, che subito dopo fu coinvolto nella crisi finanziaria più grande del Venezuela finendo per fallire.

## Il Deportivo Italia
Nel 1958 Mino D'Ambrosio prese il controllo del Deportivo Italia e, con il fratello Pompeo D'Ambrosio al controllo finanziario della squadra, riuscì a fare raggiungere alla squadra di calcio della comunità italiana il massimo livello del campionato venezuelano.
La gestione dei D'Ambrosio della squadra azzurra (com'era chiamato il Deportivo Italia per i suoi colori simili a quelli della Nazionale di calcio dell'Italia) durò venti anni, fino al 1978 e fu caratterizzata da quattro campionati vinti nella Prima Divisione Venezuelana (1961, 1963, 1966 e 1972) e dal "Maracanazo" del 1971, quando allo stadio Maracanã di Rio de Janeiro il Deportivo Italia vinse per 1-0 contro il Fluminense, campione del Brasile. La squadra arrivò seconda nel campionato di Prima Divisione nel 1965, 1968, 1969, 1970 e nel 1971 e conquistò tre volte la Copa de Venezuela: nel 1961, 1962 e 1970 (e fu seconda nel 1976). Inoltre, durante la gestione dei D'Ambrosio la squadra azzurra partecipò sei volte alla Copa Libertadores: nel 1964, 1966, 1967, 1969, 1971 e 1972.